# Ванесса Енн Гадженс
Ване́сса Енн Га́дженс (англ. Vanessa Anne Hudgens; нар. 14 грудня 1988, Салінас, Каліфорнія, США) — американська акторка, фотомодель та співачка. Кар'єру акторки починала ще в дитинстві з театру й телевізійної реклами. У 2003 вперше знялася у фільмі («Тринадцять»). У 2004 знялась у фільмі «Провісники бурі», де мала одну з головних ролей. Її найкращою роллю стала роль Габріелли Монтез у серії фільмів, яка почалася зі «Шкільного мюзиклу». За цю роль була номінована на премію Фонду імеджин(англ.) і «Молодий актор».
26 вересня 2006 випустила свій перший альбом — «V». Він дебютував 24 місцем на «Білборд 200». Другий альбом Ванесси вийшов 1 липня 2008, і мав назву «Identified».

## Життєпис
Народилася 14 грудня 1988 Салінас, Каліфорнія.

## Фільмографія

### Фільми
| Рік  | Назва                                | Роль                                                        | Примітка                              |
| ---- | ------------------------------------ | ----------------------------------------------------------- | ------------------------------------- |
| 2003 | Тринадцять                           | Ноель                                                       |                                       |
| 2004 | Провісники бурі                      | Тін тін                                                     | Головна роль                          |
| 2006 | Шкільний мюзикл                      | Габріелла Монтез                                            | Головна роль, оригінальне кіно Дісней |
| 2007 | Шкільний мюзикл: Канікули            | Габріелла Монтез                                            | Головна роль, оригінальне кіно Дісней |
| 2008 | Шкільний мюзикл 3: Випускний         | Габріелла Монтез                                            | Головна роль                          |
| 2009 | Бендслем                             | Sa5m                                                        | Головна роль                          |
| 2010 | Красуня і чудовисько                 | Лінда Тейлор                                                | Головна роль                          |
| 2011 | Заборонений прийом                   | Блонді                                                      | Головна роль                          |
| 2012 | Подорож 2: Таємничий острів          | Кайлані                                                     | Головна роль                          |
| 2013 | Відв'язні канікули                   | Кенді                                                       | Головна роль                          |
| 2013 | Мерзла земля                         | Сінді Полсон                                                |                                       |
| 2013 | Мачете вбиває                        | Цереза Дездемона                                            |                                       |
| 2013 | Gimme Shelter                        | Агнес «Епл» Бейлі                                           | Головна роль                          |
| 2015 | Монстри атакують                     | Лорелей                                                     |                                       |
| 2018 | Почни спочатку                       | Зої                                                         |                                       |
| 2018 | На місці принцеси                    | Стейсі Де Ново / Леді Маргарет Делякур, герцогиня Монтенаро | Головна роль                          |
| 2019 | Полярний                             | Камілла                                                     |                                       |
| 2020 | Погані хлопці 3                      | Келлі                                                       |                                       |
| 2020 | На місці принцеси 2: Нове життя      | Стейсі / Маргатрет / Фіона                                  | головна роль                          |
| 2021 | Asking for It                        | Беатріс                                                     | головна роль                          |
| 2021 | My Little Pony: Нове покоління       | Санні Старскаут                                             | головна роль (голос)                  |
| 2021 | Тік-так, бум!                        | Каресса                                                     | основна роль                          |
| 2021 | На місці принцеси 3: Роман із зіркою | Стейсі/ Маргарет/ Фіона                                     | головна роль                          |
| 2024 | Погані хлопці: Все або нічого        | Келлі                                                       |                                       |

### Телебачення
| Рік  | Назва                            | Роль                         | Примітка |
| ---- | -------------------------------- | ---------------------------- | --- |
| 2002 | Ще тримаюсь                      | Тіффані                      | «Still Rocking» (Сезон 1: Епізод 4) |
| 2002 | Підрозділ пограбувань та вбивств | Ніколь                       | «Had» (сезон 1, епізод 10) |
| 2003 | Брати Гарсія                     | Ліндсей                      | «New Tunes» (сезон 4, епізод 37) |
| 2005 | П'ятірка близнюків               | Кармен                       | «The Coconut Kapow» (сезон 1, епізод 22) |
| 2006 | Дрейк і Джош                     | Ребекка                      | «Little Sibling» (сезон 3, епізод 13) |
| 2006 | Життя Зака і Коді                | Коррі                        | «Forever Plaid» (сезон 2, епізод 6) «Not So Suite 16» (сезон 2, епізод 10) «Neither a Borrower Nor a Speller Bee» (сезон 2, епізод 12) «Kept Man» (сезон 2, епізод 14) |
| 2009 | Робокурча                        | Лара Лор-Ван / Ерін Есурансе | «Especially the Animal Keith Crofford» (сезон 4, епізод 19) |
| 2012 | Припанковані                     | камео                        | «Lucy Hale» (Сезон 9: епізод 5)) |

## Дискографія
- 2006: V
- 2008: Identified

## Нагороди
| Рік  | Нагорода                 | Категорія                                                                                        | Результат  | Інше   |
| ---- | ------------------------ | ------------------------------------------------------------------------------------------------ | ---------- | ------ |
| 2006 | Imagen Foundation Awards | «Best Actress — Television»                                                                      | Номінована | [ 8 ]  |
| 2006 | Teen Choice Awards       | «Choice TV Chemistry» (shared with Zac Efron)                                                    | Виграла    | [ 9 ]  |
| 2007 | Teen Choice Awards       | «Choice Music: Breakout Artist — Female»                                                         | Виграла    | [ 10 ] |
| 2007 | Young Artist Award       | Best Performance in a TV Movie, Miniseries, or Special (Comedy or Drama) — Leading Young Actress | Номінована | [ 11 ] |
| 2008 | Teen Choice Awards       | «Choice Hottie»                                                                                  | Виграла    | [ 12 ] |
| 2009 | Kids Choice Awards       | «Favorite Movie Actress»                                                                         | Виграла    | [ 13 ] |
| 2009 | MTV Movie Awards         | «Breakthrough Female Performance»                                                                | Номінована | [ 14 ] |
| 2009 | MTV Movie Awards         | «Best Kiss» (shared with Zac Efron)                                                              | Виграла    | [ 14 ] |
| 2009 | Teen Choice Awards       | «Choice Movie Actress: Music/Dance»                                                              | Номінована | [ 15 ] |
| 2009 | Teen Choice Awards       | «Choice Movie: Liplock» (shared with Zac Efron)                                                  | Номінована | [ 15 ] |
| 2009 | Teen Choice Awards       | «Choice Hottie»                                                                                  | Номінована | [ 15 ] |